# 努比亚板块
努比亚板块（英語：Nubian Plate或Nubia Plate）是正在形成中的一个板块，因努比亚地区位于其上而得名。它是非洲板块的一部分，因为裂谷作用，正在相对其东边的板块向西移动。由这一裂谷作用形成的东非大裂谷即是努比亚板块和它东边非洲板块的另一部分索马里板块的分界，沿裂谷形成了许多湖泊和火山，在火山中最著名的就是乞力马扎罗山。由于它占有非洲板块的大部分面积，因此有的学者在把它与索马里板块并提时，仍称之为非洲板块。
努比亚板块的东界已如上述，其东北界与阿拉伯板块相接。这两段边界都是离散边界，它们在阿法尔洼地相会，形成一个三联点。努比亚板块的北界与欧亚板块（较广义）相接，西界隔中大西洋海岭与北美洲板块和南美洲板块相接。由于东非大裂谷向南进入莫桑比克境内即逐渐消失，因此努比亚板块的南界现在还不清楚。就目前的资料来看，它和索马里板块在南段似乎并未分离，而仍连在一起，而且因为东非大裂谷很可能是一条夭折裂谷